# Imparatinho
Imparatinho, właśc. Caetano Imparato (ur. 26 listopada 1898 w Votorantim, zm. ?) – piłkarz brazylijski grający na pozycji ofensywnego pomocnika.

## Kariera klubowa
Imparatinho karierę piłkarską rozpoczął w 1918 roku w klubie Palestra Itália, w którym grał do zakończenia kariery w 1926 roku. Z klubem z São Paulo zdobył dwukrotnie mistrzostwo stanu São Paulo – Campeonato Paulista w 1920 i 1926 roku.

## Kariera reprezentacyjna
W reprezentacji Brazylii Imparatinho zadebiutował 29 października 1922 w towarzyskim meczu z Paragwajem w São Paulo. Brazylia wygrała ten mecz 3-1, a Imparatinho zdobył dwie bramki. Był to jego jedyny występ w barwach Canarinhos.